# Rouille péruvienne de la pomme de terre
La rouille péruvienne, appelée aussi rouille déformante, est une maladie fongique de la pomme de terre causée par Aecidium cantense Arthur, champignon basidiomycète de l'ordre des Pucciniales. Cette maladie, dont l'importance économique est secondaire, a été signalée pour la première fois en 1929 au Pérou par le botaniste et mycologue américain, Joseph Charles Arthur.

## Agent
La cause de cette maladie est un champignon basidiomycète, Aecidium cantense Arthur.

## Symptômes
Cette maladie se manifeste en premier sur le feuillage par l'apparition des écidies (qui libèrent les écidiospores) groupées à la face inférieure des feuilles, sous forme de pustules lisses qui évoluent après rupture de l'épiderme sous forme de coupes circulaires de 5 à 10 mm de diamètre, à bord jaunâtre et au centre orangé. Ces pustules apparaissent aussi sur les nervures, pétioles et tiges sous une forme plus allongée, et provoquent souvent la déformation de ces organes, pouvant entraîner la défoliation, voir la mort de la plante.

## Répartition
La rouille déformante se rencontre dans les montagnes du Pérou entre 2400 et 3200 m d'altitude.
L'agent causal de cette maladie a été repéré en Afrique, dans la proche région entourant le port de Cotonou au Bénin, où il affecte les cultures de Solanum macrocarpon(aubergine africaine).